# Antoni Zenowicz
Antoni Zenowicz (Despot-Zenowicz / Deszpott-Zienowicz) herbu Deszpot (zm. przed 20 kwietnia 1798) – podkomorzy połocki w l. 1765-1793, wojski połocki w l. 1760-1765, poseł na sejm elekcyjny 1764 roku, duktor województwa połockiego w 1764 roku.

## Życiorys
Syn Franciszka Deszpot-Zenowicza (marszałka trybunału litewskiego, starosty sznitowskiego, podstolego połockiego w l. 1748-1750, stolnika połockiego od 1750, wojskiego połockiego od 1752) i jego drugiej żony Róży z Naramowskich, sędzianki z. oszmiańskiej. Bratanek Tekli z Despot-Zenowiczów, żony Józefa Sosnowskiego, hetmana polnego litewskiego.
W 1760 otrzymał nominację na wojskiego połockiego po rezygnacji z tego urzędu jego ojca, Franciszka Zenowicza. W 1765 otrzymał nominację na podkomorzego połockiego.
15 stycznia 1764 poślubił w Warszawie Eleonorę-Magdalenę Skarbek-Ważyńską h. Habdank (ochrzczoną w 1743, zm. w/po 1792), córkę podkomorzego oszmiańskiego Marcina Ważyńskiego, dziedzica Murowanej Oszmiany, i Marianny z Nagurskich. Eleonora Skarbek-Ważyńska od 1759 była kanoniczką warszawską i była ostatnią kanoniczką, która wstąpiła do Zgromadzenia za panowania Augusta III. W Zgromadzeniu przebywała do ślubu w 1764.
Z Eleonorą z Ważyńskich miał dzieci:
- Michała, marszałka guberni mińskiej, ożenionego z Anną z domu Niemirowicz-Szczytt (córką starosty witagolskiego Krzysztofa Niemirowicza-Szczytta);
- Jerzego – pułkownika sztabu wojsk cesarsko-francuskich, hrabiego cesarstwa francuskiego, publicystę (bezdzietnego);
- Teklę, żonę księcia Jana Mirskiego, podkomorzego;
- Kunegundę, żonę Wincentego Prószyńskiego;
- Maryannę (Marię), żonę Wincentego/Ignacego Dmochowskiego wicemarszałka oszmiańskiego (rodziców malarza Wincentego Dmochowskiego)[11];
- Eleonorę, żonę Edwarda Kiełpsza;
- Weronikę, żonę Michała Wazgirda[6].